# Oliver Hiefinger
Oliver „Oli“ Hiefinger (* 1967 in Burghausen) ist ein deutscher Schauspieler und Requisiteur, der vor allem durch seine Rolle als Lockvogel für die Fernsehsendung Verstehen Sie Spaß? bekannt ist. Er gilt neben Klaus Sommerfeld als eines der bekanntesten Gesichter der Sendung.

## Leben
Der gelernte Automechaniker arbeitete zunächst als Filmausstatter in den Bavaria Studios, wo er als Schauspieler „entdeckt“ wurde. Daraufhin wurde er für die RTL-Show Fischers mit Ottfried Fischer von 1997 bis 1999 verpflichtet. Die Sendung wurde von Werner Kimmig produziert; dessen Produktionsfirma Kimmig Entertainment produzierte auch Verstehen Sie Spaß?.
Hiefinger gilt als wandlungsfähig und schlüpft für Verstehen Sie Spaß? seit 1998 in verschiedene Rollen. Zu seinen bekanntesten Rollen gehören Francesco Azurro (ein Schlagersänger, der Songs von Semino Rossi covert) und die Darstellung eines Edelfans von Helene Fischer. Bekannt ist auch die Folge, in der ein Auto in einer Pfütze verschwindet. Häufig arbeitet Hiefinger auch mit dem Zauberkünstler Simon Pierro zusammen. Er ist ebenfalls für die Wahl der Kulissen und für die Spezialeffekte zuständig sowie Requisiteur der Sendung.
1999 war Hiefinger zudem im Polizeiruf 110 in der Folge Mordsfreunde zu sehen.
Simon Pierro bezeichnete Hiefinger 2009 in einem Interview mit der Zeitschrift MAGIE scherzhaft als „Daniel Düsentrieb des Fernsehens“. Guido Cantz bezeichnete ihn in einem Best-of am 21. Juli 2012 und in der 40-Jahre-Jubiläumssendung am 4. April 2020 als Q der Sendung.

## Auszeichnungen
Oliver Hiefinger erhielt 2014 zusammen mit seinem Team den Deutschen Comedypreis in der Kategorie Beste versteckte Kamera.